# 西克斯威 (阿拉巴馬州)
西克斯威（英語：Six Way）是一個位於美國阿拉巴馬州摩根縣的非建制地區。該地的面積和人口皆未知。

## 地理
西克斯威的座標為34°31′28″N 86°56′58″W / 34.52444°N 86.94944°W，而該地的平均海拔高度為227米（即745英尺）。